# Лувенски католически университет
 Тази статия е за университета в Лувен-ла-Ньов.  За нидерландскоезични университет в Льовен вижте Льовенски католически университет.  
Лувенският католически университет (на френски: Université catholique de Louvain) е най-големият френскоговорящ университет в Белгия и един от най-старите в Европа (първоначално създаден през 1425 г.). Намира се в Лувен-ла-Ньов, който е изрично построен за настаняване на университета, и има по-малки кампуси в Брюксел, Шарлероа, Монс, Турне и Намюр. От септември 2018 г. университетът използва марката UCLouvain, заменяйки акронима UCL, след сливането с университета „Сен Луи“, Брюксел.

## История
Първоначалният Лувенски университет (Universitas Lovaniensis) е основан в центъра на историческия град Льовен (или Лувен) през 1425 г., което го прави първият университет в Белгия и Нидерландия и е премахнат със закон през 1797 г. Този университет е център на баянизма, янсенизма и фебронианизма в Европа. Нов университет, Държавният университет на Лувен, е основан през 1817 г. и е премахнат със закона през 1835 г. Нов католически университет, който често, но противоречиво, се определя като продължение на по-старата институция,AB е основан в Мехелин през 1834 г. и е преместен в Льовен през 1835 г. През 1968 г. Католическият университет в Льовен се разделя на холандския Katholieke Universiteit Leuven, който остава в Льовен, и френскоезичния Université catholique de Louvain, който се премества в Лувен-ла-Ньов във Валония, на 30 км югоизточно от Брюксел. От XV век Льовен/Лувен, както все още често се нарича, има основен принос за развитието на католическата теология.

## Музей
Лувенският католически университет е домакин на най-големия университетски музей в Белгия в Лувен-ла-Ньов – „Музе Ел“. Той излага част от университетската колекция от 32 000 предмета на изкуството и научни артефакти, включително произведения на Дюрер, Ван Дайк, Гоя, Роден, Пикасо, Магрит или Алечински, скулптури, археологически и етнографски предмети или образци от естествената история.

## Известни личности

### Преподаватели
- Пол Паскон, социолог

### Възпитаници
- Рафаел Кореа (1963 – ), президент на Еквадор
- Грегоар Поле (1978 – ), белгийски писател